# Deutschhaus
Il Deutschhaus (lett.: «casa tedesca»), detto anche Deutschordenshaus («palazzo dei Cavalieri teutonici»), è un edificio della città tedesca di Magonza, attuale sede del parlamento dello stato della Renania-Palatinato.

## Costruzione e storia

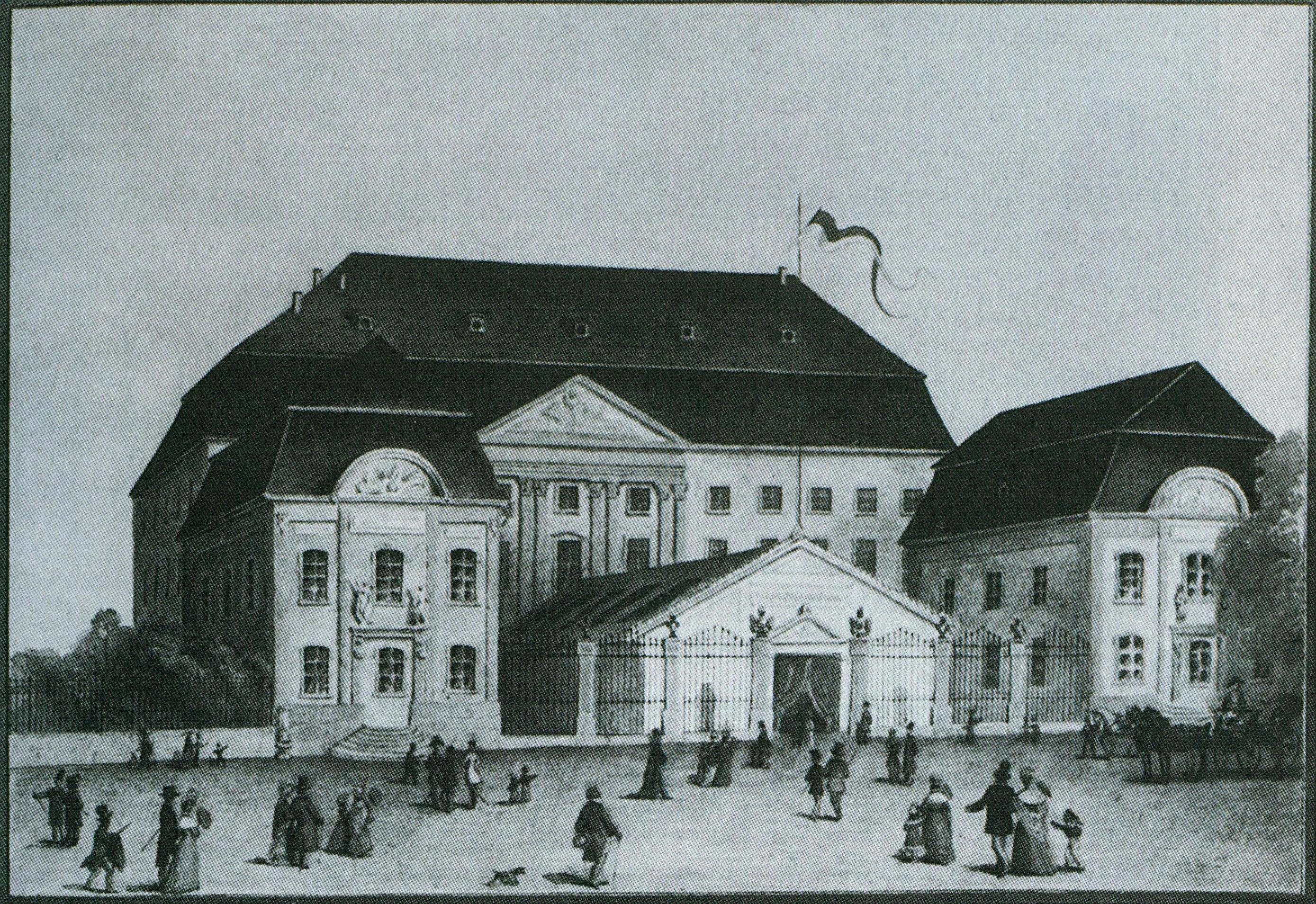
La Deutschhaus durante la prima fiera industriale tedesca nel 1842. Disegno di Joseph Laské.

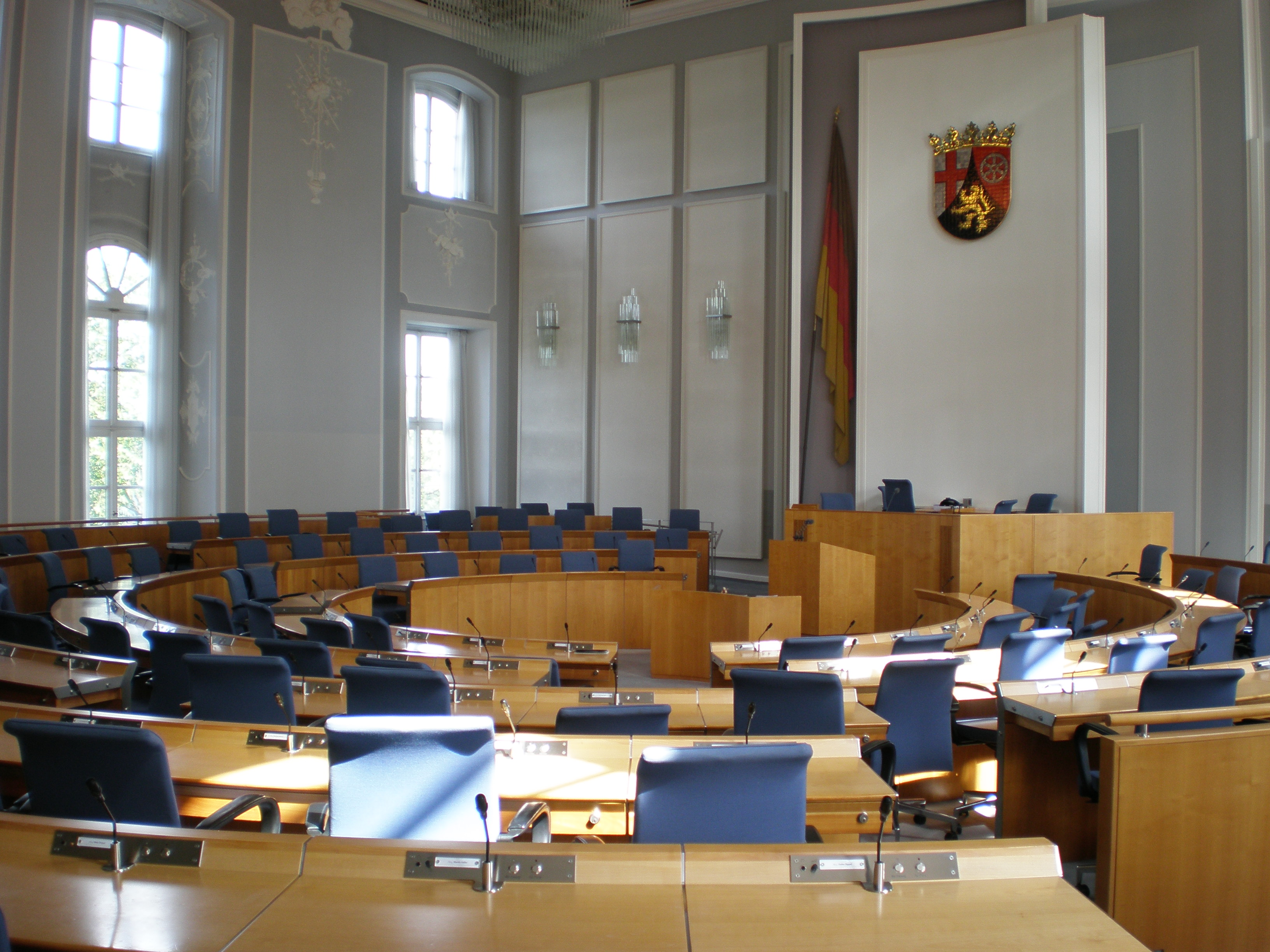
Sala plenaria del parlamento dello stato della Renania-Palatinato

La prima pietra del palazzo barocco sul lato Reno della città fu posta nel 1730 da Francesco Luigi del Palatinato-Neuburg, dal 30 gennaio 1729 Arcivescovo di Magonza, che allo stesso tempo, ricoprì la carica di Gran Maestro dell'Ordine Teutonico, tra le altre.
L'edificio venne completato, nel 1737, da Anselm Franz Freiherr von Ritter zu Groenesteyn sotto l'influenza del barocco francese. Artisti famosi come il pittore di affreschi di Augusta, Christoph Thomas Scheffler, la famiglia di stuccatori Würzburg-Castelli e lo scultore di corte di Magonza, Burkard Zamels, progettarono il Palazzo dei Cavalieri, uno dei più belli edifici nell'area di Elettorato di Magonza. L'arcivescovo Franz Ludwig del Palatinato-Neuburg, tuttavia, era già morto da cinque anni quando l'edificio fu completato e il gran maestro dell'ordine non vi risiedette mai. 
Durante la breve Repubblica di Magonza, che può essere considerata la prima democrazia sul suolo tedesco, l'edificio fu utilizzato come sede della Convenzione nazionale tedesco-renana. Questo edificio funzionò nel 1793 come parlamento per le aree sulla riva sinistra del Reno occupate dalla Francia, fino a quando non furono riconquistate nello stesso anno dalle truppe alleate (tedesche). 
In seguito Napoleone risiedette qui dal 1798 al 1814, quando la città apparteneva all'Impero francese. Dopo la riorganizzazione del Congresso di Vienna, quando la città venne assegnata al Granducato d'Assia, la Deutschhaus servì come residenza secondaria del Granduca d'Assia. 
Nell'ottobre 1919, Jean Marie Joseph Degoutte fu nominato comandante in capo dell'esercito francese del Reno e allo stesso tempo membro del Conseil supérieur de guerre. Lui e il suo successore, Adolphe Guillaumat, risiedettero nella Deutschhaus fino a quando i francesi se ne andarono il 30 giugno 1930.
Nel 1945, l'edificio fu gravemente danneggiato dai bombardamenti e rimasero in piedi solo le facciate. Tuttavia, fu ricostruito nel 1950/51 come uno dei primi numerosi edifici rappresentativi della residenza elettorale. Le pareti esterne sono state ricostruite, mentre l'interno è stato opportunamente adattato. Da allora, il palazzo è la sede plenaria dell parlamento dello stato della Renania-Palatinato. 
In occasione del 220º anniversario della Repubblica di Magonza, nel 2013, la piazza di fronte al Deutschhaus è stata ribattezzata Piazza della Repubblica di Magonza.